# Campionati italiani di sci alpino 2017
I Campionati italiani di sci alpino 2017 si sono svolti a Pozza di Fassa il 30 dicembre 2016, a Passo San Pellegrino dal 25 al 29 marzo 2017 e a Bardonecchia dal 30 al 31 marzo 2017. Il programma ha incluso gare di discesa libera, supergigante, slalom gigante, slalom speciale e combinata, tutte sia maschili sia femminili.
Trattandosi di competizioni valide anche ai fini del punteggio FIS, vi hanno partecipato anche sciatori di altre federazioni, senza che questo consentisse loro di concorrere al titolo nazionale italiano.

## Risultati

### Uomini

#### Discesa libera
| Pos. | Atleta           | Nazione  | Tempo   |
| ---- | ---------------- | -------- | ------- |
| 1    | Peter Fill       | Italia   | 1:57,59 |
| 2    | Ramon Zürcher    | Svizzera | 1:58,50 |
| 3    | Guglielmo Bosca  | Italia   | 1:58,64 |
| 4    | Ralph Weber      | Svizzera | 1:58,69 |
| 5    | Dominik Paris    | Italia   | 1:58,71 |
| 6    | Emanuele Buzzi   | Italia   | 1:58,95 |
| 7    | Paolo Pangrazzi  | Italia   | 1:58,96 |
| 8    | Davide Cazzaniga | Italia   | 1:59,04 |
| 9    | Sven Hermann     | Svizzera | 1:59,11 |
| 10   | Nicolò Molteni   | Italia   | 1:59,38 |

Data: 31 marzo 2017

Località: Bardonecchia

1ª manche:

Ore: 

Pista: 

Partenza: 2 660 m s.l.m.

Arrivo: 2 260 m s.l.m.

Dislivello: 400 m

Tracciatore: Alberto Ghidoni
2ª manche:

Ore: 

Pista: 

Partenza: 2 660 m s.l.m.

Arrivo: 2 260 m s.l.m.

Dislivello: 400 m

Tracciatore: Alberto Ghidoni

#### Supergigante
| Pos. | Atleta            | Nazione  | Tempo   |
| ---- | ----------------- | -------- | ------- |
| 1    | Dominik Paris     | Italia   | 1:18,38 |
| 2    | Peter Fill        | Italia   | 1:19,32 |
| 3    | Guglielmo Bosca   | Italia   | 1:19,98 |
| 4    | Stefan Rogentin   | Svizzera | 1:20,00 |
| 5    | Florian Schieder  | Italia   | 1:20,17 |
| 6    | Patrick Küng      | Svizzera | 1:20,22 |
| 7    | Emanuele Buzzi    | Italia   | 1:20,61 |
| 8    | Matteo De Vettori | Italia   | 1:20,69 |
| 9    | Davide Cazzaniga  | Italia   | 1:20,82 |
| 10   | Werner Heel       | Italia   | 1:21,09 |

Data: 28 marzo 2017

Località: Passo San Pellegrino

Ore: 

Pista: Le coste

Partenza: 2 458 m s.l.m.

Arrivo: 1 958 m s.l.m.

Dislivello: 500 m

Tracciatore: Alberto Ghidoni

#### Slalom gigante
| Pos. | Atleta              | Nazione | Tempo   |
| ---- | ------------------- | ------- | ------- |
| 1    | Giulio Bosca        | Italia  | 2:24,98 |
| 2    | Andrea Ballerin     | Italia  | 2:25,01 |
| 3    | Manfred Mölgg       | Italia  | 2:25,08 |
| 4    | Federico Liberatore | Italia  | 2:25,28 |
| 4    | Roberto Nani        | Italia  | 2:25,28 |
| 6    | Hannes Zingerle     | Italia  | 2:25,42 |
| 7    | Giulio Zuccarini    | Italia  | 2:25,45 |
| 8    | Emanuele Buzzi      | Italia  | 2:25,51 |
| 9    | Cristian Deville    | Italia  | 2:25,70 |
| 10   | Antonio Fantino     | Italia  | 2:25,74 |

Data: 26 marzo 2017

Località: Passo San Pellegrino

1ª manche:

Ore: 

Pista: Mediolanum

Partenza: 2 120 m s.l.m.

Arrivo: 1 770 m s.l.m.

Dislivello: 350 m

Tracciatore: Stefano Costazza
2ª manche:

Ore: 

Pista: Mediolanum

Partenza: 2 120 m s.l.m.

Arrivo: 1 770 m s.l.m.

Dislivello: 350 m

Tracciatore: Alexander Prosch

#### Slalom speciale
| Pos. | Atleta              | Nazione | Tempo   |
| ---- | ------------------- | ------- | ------- |
| 1    | Tommaso Sala        | Italia  | 1:45,53 |
| 2    | Manfred Mölgg       | Italia  | 1:45,97 |
| 3    | Federico Liberatore | Italia  | 1:46,05 |
| 4    | Riccardo Tonetti    | Italia  | 1:46,56 |
| 5    | Patrick Thaler      | Italia  | 1:46,80 |
| 6    | Giordano Ronci      | Italia  | 1:46,85 |
| 7    | Hans Vaccari        | Italia  | 1:47,21 |
| 8    | Andrea Ballerin     | Italia  | 1:47,86 |
| 9    | Giulio Bosca        | Italia  | 1:48,08 |
| 10   | Tobias Erler        | Austria | 1:48,63 |

Data: 30 dicembre 2016

Località: Pozza di Fassa

1ª manche:

Ore: 16.30 (UTC+1)

Pista: Aloch

Partenza: 1 540 m s.l.m.

Arrivo: 1 340 m s.l.m.

Dislivello: 200 m

Tracciatore: Stefano Costazza
2ª manche:

Ore: 20.30 (UTC+1)

Pista: Aloch

Partenza: 1 540 m s.l.m.

Arrivo: 1 340 m s.l.m.

Dislivello: 200 m

Tracciatore: Alexander Prosch

#### Combinata
| Pos. | Atleta              | Nazione  | Tempo   |
| ---- | ------------------- | -------- | ------- |
| 1    | Guglielmo Bosca     | Italia   | 1:55,89 |
| 2    | Stefan Rogentin     | Svizzera | 1:56,43 |
| 3    | Alexander Prast     | Italia   | 1:56,91 |
| 4    | Giulio Bosca        | Italia   | 1:56,94 |
| 5    | Luca De Aliprandini | Italia   | 1:56,99 |
| 6    | Hannes Zingerle     | Italia   | 1:57,03 |
| 7    | Giulio Zuccarini    | Italia   | 1:57,28 |
| 8    | Paolo Pangrazzi     | Italia   | 1:57,34 |
| 9    | Pietro Zazzi        | Italia   | 1:57,89 |
| 10   | Alex Hofer          | Italia   | 1:58,02 |

Data: 27 marzo 2017

Località: Passo San Pellegrino

1ª manche:

Ore: 

Pista: Le coste

Partenza: 2 458 m s.l.m.

Arrivo: 1 958 m s.l.m.

Dislivello: 500 m

Tracciatore: Alberto Ghidoni
2ª manche:

Ore: 

Pista: Le coste

Partenza: 

Arrivo: 

Dislivello: 

Tracciatore: Ivan Nicco

### Donne

#### Discesa libera
| Pos. | Atleta             | Nazione | Tempo   |
| ---- | ------------------ | ------- | ------- |
| 1    | Verena Stuffer     | Italia  | 2:01,39 |
| 2    | Sofia Goggia       | Italia  | 2:01,64 |
| 3    | Jole Galli         | Italia  | 2:02,96 |
| 4    | Nicol Delago       | Italia  | 2:03,08 |
| 5    | Anna Hofer         | Italia  | 2:03,09 |
| 6    | Elena Dolmen       | Italia  | 2:03,43 |
| 7    | Nadia Delago       | Italia  | 2:03,75 |
| 8    | Carmina Pallàs     | Andorra | 2:04,34 |
| 9    | Teresa Runggaldier | Italia  | 2:04,53 |
| 10   | Sara Dellantonio   | Italia  | 2:04,94 |

Data: 30 marzo 2017

Località: Bardonecchia

1ª manche:

Ore: 

Pista: 

Partenza: 2 660 m s.l.m.

Arrivo: 2 260 m s.l.m.

Dislivello: 400 m

Tracciatore: Alberto Ghidoni
2ª manche:

Ore: 

Pista: 

Partenza: 2 660 m s.l.m.

Arrivo: 2 260 m s.l.m.

Dislivello: 400 m

Tracciatore: Alberto Ghidoni

#### Supergigante
| Pos. | Atleta              | Nazione  | Tempo   |
| ---- | ------------------- | -------- | ------- |
| 1    | Federica Brignone   | Italia   | 1:22,24 |
| 2    | Tamara Tippler      | Austria  | 1:22,99 |
| 3    | Sofia Goggia        | Italia   | 1:23,35 |
| 4    | Anna Hofer          | Italia   | 1:23,55 |
| 5    | Francesca Marsaglia | Italia   | 1:23,57 |
| 6    | Sabrina Maier       | Austria  | 1:23,79 |
| 7    | Verena Stuffer      | Italia   | 1:23,91 |
| 8    | Nicol Delago        | Italia   | 1:24,07 |
| 9    | Michaela Wenig      | Germania | 1:24,27 |
| 10   | Nina Ortlieb        | Austria  | 1:24,39 |

Data: 28 marzo 2017

Località: Passo San Pellegrino

Ore: 

Pista: Le coste

Partenza: 2 458 m s.l.m.

Arrivo: 1 958 m s.l.m.

Dislivello: 500 m

Tracciatore: Alberto Ghidoni

#### Slalom gigante
| Pos. | Atleta                      | Nazione     | Tempo   |
| ---- | --------------------------- | ----------- | ------- |
| 1    | Federica Brignone           | Italia      | 2:25,45 |
| 2    | Francesca Marsaglia         | Italia      | 2:28,59 |
| 3    | Laura Pirovano              | Italia      | 2:28,66 |
| 4    | Adriana Jelínková           | Paesi Bassi | 2:29,14 |
| 5    | Luisa Matilde Maria Bertani | Italia      | 2:29,69 |
| 6    | Lara Della Mea              | Italia      | 2:30,50 |
| 7    | Sofia Pizzato               | Italia      | 2:31,44 |
| 8    | Lucrezia Lorenzi            | Italia      | 2:31,49 |
| 9    | Valentina Cillara Rossi     | Italia      | 2:31,53 |
| 10   | Jole Galli                  | Italia      | 2:31,86 |

Data: 25 marzo 2017

Località: Passo San Pellegrino

1ª manche:

Ore: 

Pista: Mediolanum

Partenza: 2 120 m s.l.m.

Arrivo: 1 770 m s.l.m.

Dislivello: 350 m

Tracciatore: Devid Salvador
2ª manche:

Ore: 

Pista: Mediolanum

Partenza: 2 120 m s.l.m.

Arrivo: 1 770 m s.l.m.

Dislivello: 350 m

Tracciatore: Alberto Ghezze

#### Slalom speciale
| Pos. | Atleta                  | Nazione | Tempo   |
| ---- | ----------------------- | ------- | ------- |
| 1    | Irene Curtoni           | Italia  | 1:46,13 |
| 2    | Vivien Insam            | Italia  | 1:47,12 |
| 3    | Nicole Agnelli          | Italia  | 1:47,44 |
| 4    | Sara Dellantonio        | Italia  | 1:48,30 |
| 5    | Jasmine Fiorano         | Italia  | 1:48,34 |
| 6    | Virginia Sosio          | Italia  | 1:49,74 |
| 7    | Vera Tschurtschenthaler | Italia  | 1:49,77 |
| 8    | Petra Smaldore          | Italia  | 1:40,04 |
| 9    | Celina Haller           | Italia  | 1:51,03 |
| 10   | Carola Gardano          | Italia  | 1:51,64 |

Data: 30 dicembre 2016

Località: Pozza di Fassa

1ª manche:

Ore: 17.30 (UTC+1)

Pista: Aloch

Partenza: 1 540 m s.l.m.

Arrivo: 1 340 m s.l.m.

Dislivello: 200 m

Tracciatore: Heini Pfitscher
2ª manche:

Ore: 20.30 (UTC+1)

Pista: Aloch

Partenza: 1 540 m s.l.m.

Arrivo: 1 340 m s.l.m.

Dislivello: 200 m

Tracciatore: Luca Liore

#### Combinata
| Pos. | Atleta              | Nazione  | Tempo   |
| ---- | ------------------- | -------- | ------- |
| 1    | Federica Brignone   | Italia   | 2:00,86 |
| 2    | Michelle Gisin      | Italia   | 2:02,69 |
| 3    | Anna Hofer          | Italia   | 2:03,34 |
| 4    | Patrizia Dorsch     | Germania | 2:03,40 |
| 5    | Francesca Marsaglia | Italia   | 2:03,57 |
| 6    | Sabrina Maier       | Austria  | 2:03,92 |
| 7    | Federica Sosio      | Italia   | 2:03,96 |
| 8    | Jole Galli          | Italia   | 2:04,46 |
| 9    | Michaela Wenig      | Germania | 2:04,58 |
| 10   | Nina Ortlieb        | Austria  | 2:05,08 |
| 10   | Laura Pirovano      | Italia   | 2:05,08 |

Data: 27 marzo 2017

Località: Passo San Pellegrino

1ª manche:

Ore: 

Pista: Le coste

Partenza: 2 458 m s.l.m.

Arrivo: 1 958 m s.l.m.

Dislivello: 500 m

Tracciatore: Alberto Ghidoni
2ª manche:

Ore: 

Pista: Le coste

Partenza: 

Arrivo: 

Dislivello: 

Tracciatore: Luca Liore